# Рене Баријентос
Рене Баријентос Ортуњо (шп. René Barrientos Ortuño; Тарати, 30. мај 1919 — Ла Паза, 27. април 1969) је био боливијски диктатор. Рођен је у боливијском граду Тарати. Био је копредседник Боливије (са диктатором Алфредом Овандом Кандиом од 4. новембра 1964. године до 27. априла 1969. године. Био је популаран код Боливијаца због своје харизме и подршке организованом раду. Био је побожан хришћанин и принципијелни антикомуниста.
Баријентос је одиграо значајну улогу у Боливијској националној револуцији пре изгубљеног рата против Парагваја. Када је револуција успела, послат је да доведе револуционарног лидеа Виктора Паза Естенсориа (Víctor Paz Estenssoro) како би постао председник. Естенсоријо је постао врло бруталан диктатор, па му је опала популарност. Убрзо долази до новог свргавања власти пучем, ког је предводио Овандо. Овандова војска је била револуционарна и лево оријентисана. Овандо је позвао Баријентоса да постане копредседник Боливије, јер је био врло популаран.
На демократским зборима 1966. године за председника је изабран Баријентос. Наставио је са левичарским реформама претходног револуционарног председника. Уживао је велику популарност међу сељацима, подржавао је уједињене раднике, подупирао аграрне реформе.
Током његовог председавања Че Гевара је предводио герилску борбу у Боливији. Баријентос је једном изјавио како жели да види Геварину главу у центру Ла Паза, што се никад није догодило. Баријентос је примао помоћ ЦИА-е у обучавању војника за борбу против герилаца. Че Гевара је ухваћен 8. октобра 1967. године и по Баријентосовом наређењу, стрељан дан касније.
После током владавине, смањио је плате рударима који су потом масакрирани у Катавију.
Баријентос је погинуо 27. априла 1969. године, у близини Ла Паза. Страдао је у хеликоптеру који се на мистериозан начин срушио и распао у комаде, из којих су звукли мртво и унакажено председниково тело.